# Cordulegaster bidentata
Cordulegaster bidentata là loài chuồn chuồn trong họ Cordulegastridae. Loài này được Selys mô tả khoa học đầu tiên năm 1843.

## Hình ảnh

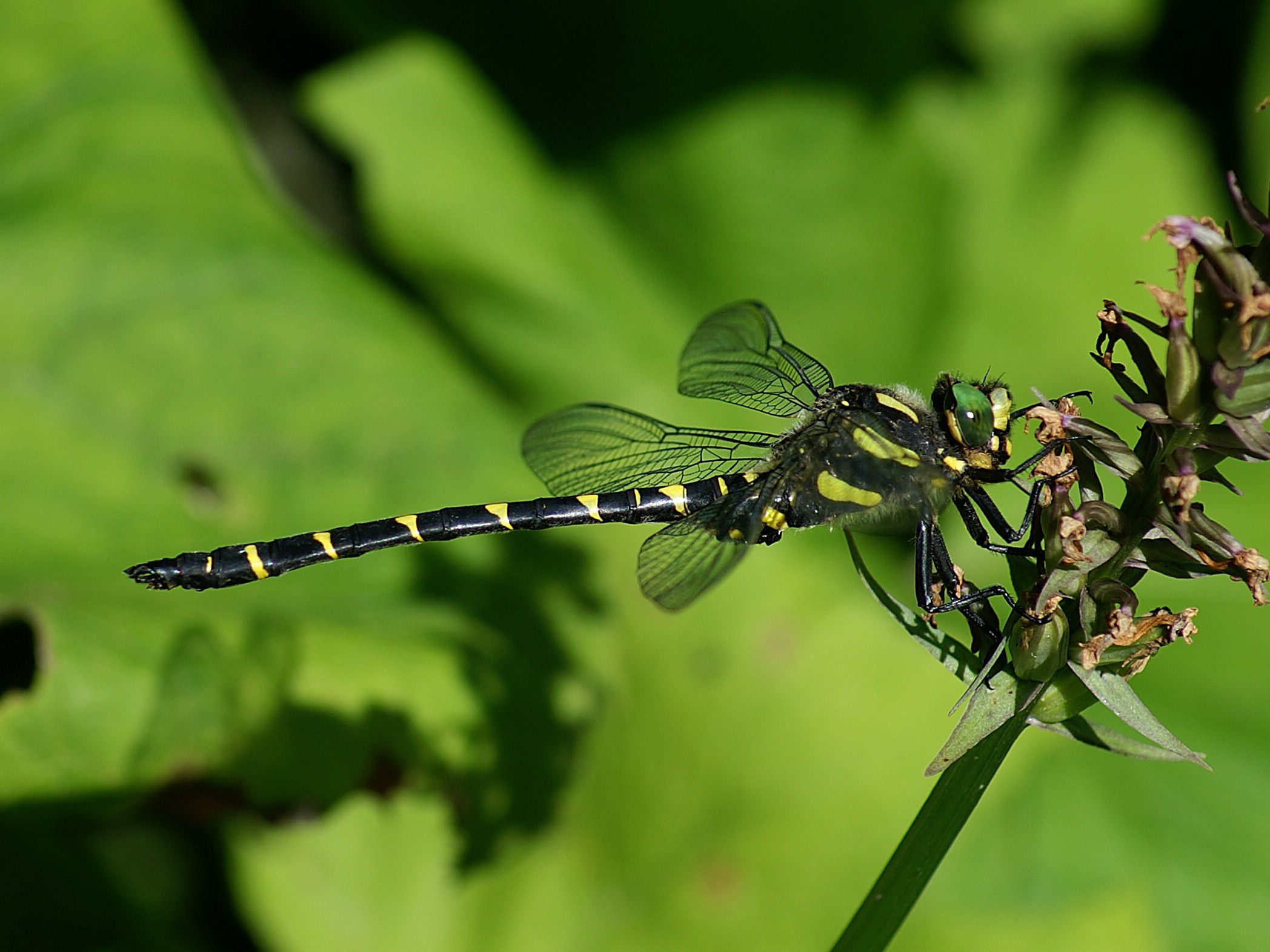
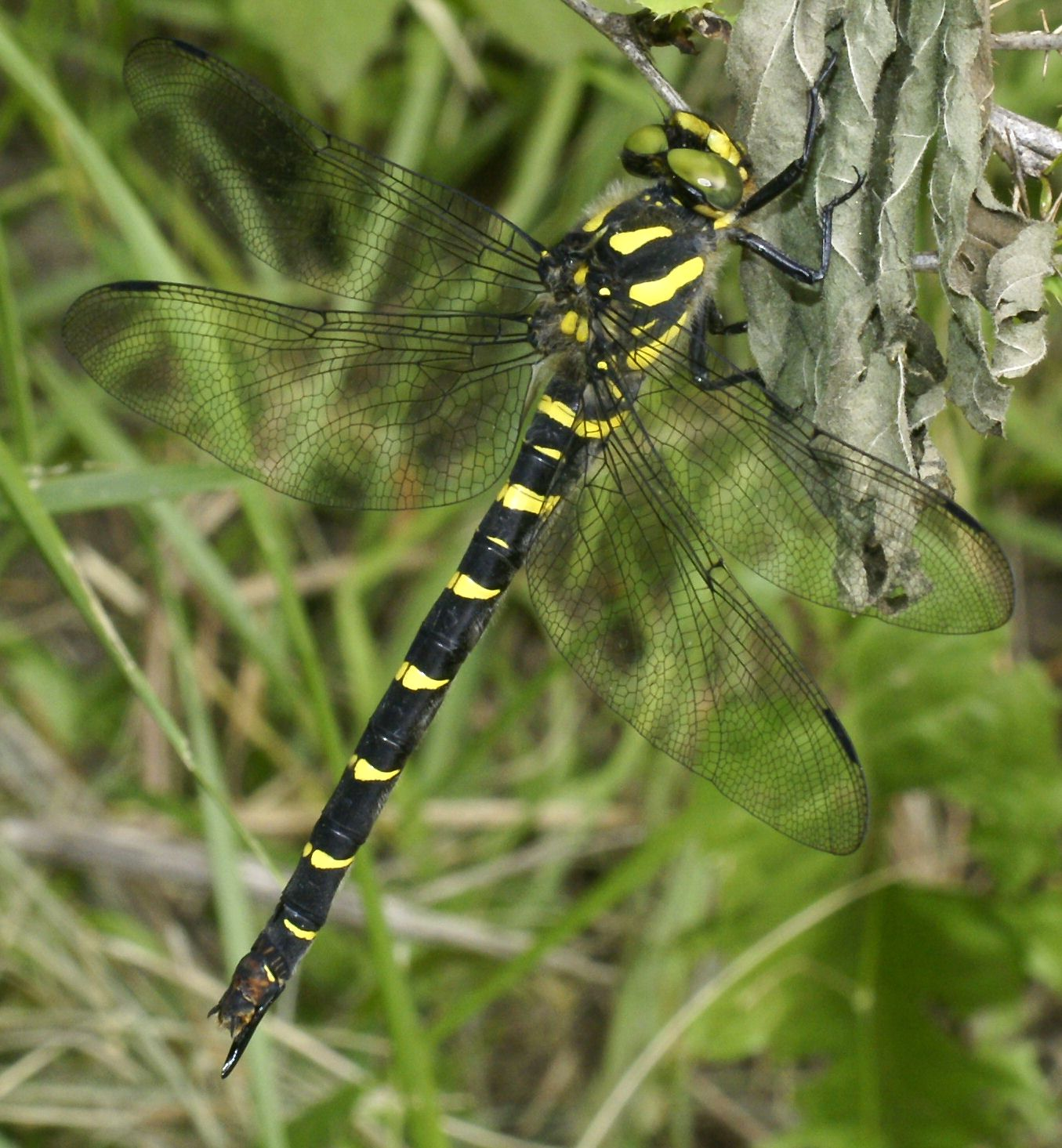
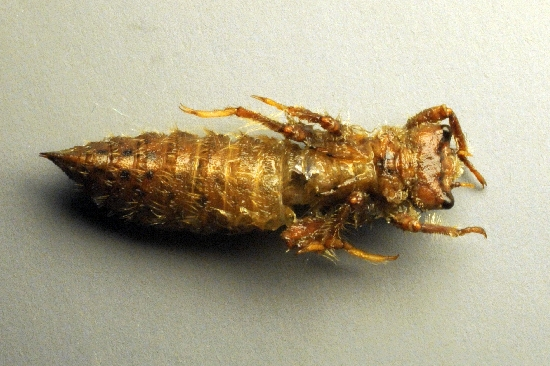
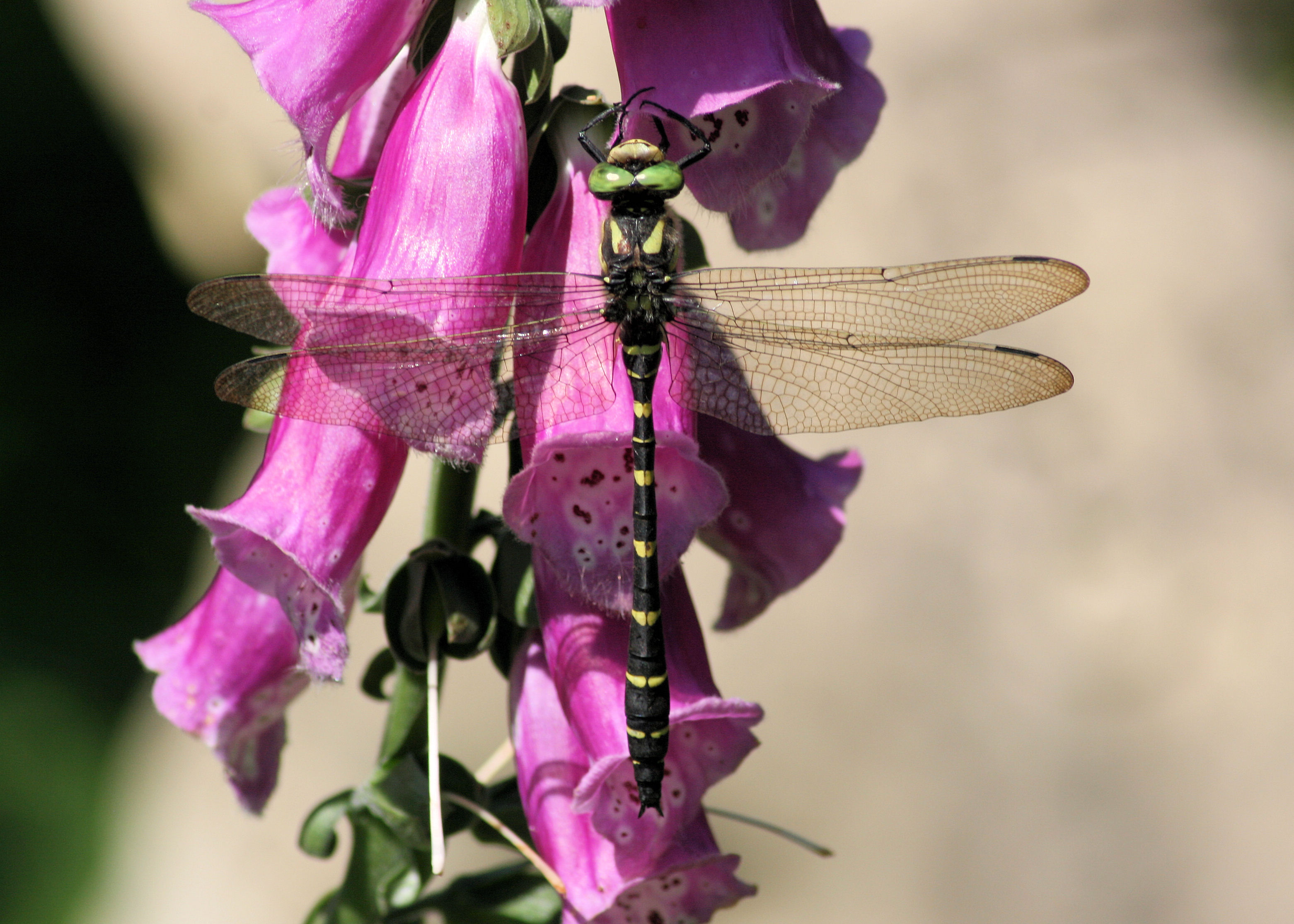